# Sonita
Pour plus de détails, voir Fiche technique et Distribution.
Sonita est un film documentaire germano-suisse écrit et réalisé par Rokhsareh Ghaemmaghami et sorti en 2016. 
Son sujet est Sonita Alizadeh, une rappeuse et réfugiée afghane. 
Le film est présenté en première au Festival du film de Sundance 2016, où il remporte le prix du jury et le prix du public dans la catégorie World Cinema Documentary,. Le film rapporte un total de dix-neuf prix lors de festivals internationaux.

## Synopsis
Sonita a 18 ans et vient d'Afghanistan. Elle vit comme une migrante illégale en Iran où elle n'a aucun droits, pas d'éducation officielle et est sans papiers. Ses parents veulent la marier de force en Afghanistan à un inconnu dont la dot, de 9 000 $, servira à financer le mariage de son frère. Mais Sonita a du talent. Première rappeuse afghane, elle raconte son histoire et son refus de ce mariage arrangé et sa volonté d'échapper au projet de sa famille.

## Fiche technique
- Titre original : Sonita
- Titre français : Sonita
- Réalisation : Rokhsareh Ghaemmaghami[3]
- Scénario : Rokhsareh Ghaemmaghami
- Photographie : Behrouz Badrouj, Ali Mohammad Ghasemi
- Montage : Rune Schweitzer
- Musique : Moritz Denis
- Société de production : Intermezzo Films
- Pays d'origine : Allemagne, Suisse
- Langue originale : anglais
- Format : couleur
- Genre : documentaire
- Durée : 90 minutes
- Dates de sortie :
  - États-Unis : 2016 (Festival du film de Sundance)

## Production
Le film a été tourné en Iran (à Téhéran), en Afghanistan (à Herat et Kaboul) et aux États-Unis (dans l'Utah).

## Distribution
- Sonita Alizadeh :
- Latifah Alizadeh : la sœur de Sonita Alizadeh
- Fadia Alizadeh : la nièce de Sonita Alizadeh
- Ahmad Ahmadi : construction worker
- Arefe :
- Farzaneh Davoodi :
- Rokhsareh Ghaemmaghami :
- Cori Shepherd Stern : directeur exécutif (Strongheart Group)

## Distinctions
- (en) Sonita : Awards, sur l'Internet Movie Database